# Барбевиль
Барбеви́ль (фр. Barbeville) — коммуна во Франции, находится в регионе Нижняя Нормандия. Департамент коммуны — Кальвадос. Входит в состав кантона Бейё. Округ коммуны — Байё.
Код INSEE коммуны — 14040.

## Население
Население коммуны на 2010 год составляло 180 человек.
| 1962 | 1968 | 1975 | 1982 | 1990 | 1999 | 2010 |
| ---- | ---- | ---- | ---- | ---- | ---- | ---- |
| 169  | 196  | 181  | 174  | 151  | 163  | 180  |

## Экономика
В 2010 году среди 129 человек трудоспособного возраста (15—64 лет) 94 были экономически активными, 35 — неактивными (показатель активности — 72,9 %, в 1999 году было 72,6 %). Из 94 активных жителей работали 84 человека (47 мужчин и 37 женщин), безработных было 10 (5 мужчин и 5 женщин). Среди 35 неактивных 17 человек были учениками или студентами, 13 — пенсионерами, 5 были неактивными по другим причинам.